# Ministère de l'Énergie et des Mines (Tunisie)
Pour les articles homonymes, voir Ministère de l'Énergie et des Mines.
Le ministère de l'Énergie et des Mines (arabe : وزارة الطاقة والمناجم) est un ministère tunisien chargé de l'Énergie.

## Établissements rattachés
Le ministère assure la tutelle des entreprises et établissements publics qui relèvent de sa compétence.
| Entité                                               | Sigle    | Secteur |
| ---------------------------------------------------- | -------- | ------- |
| Compagnie des phosphates de Gafsa                    | CPG      | Mines   |
| Groupe chimique tunisien                             | GCT      | Mines   |
| Société du Djebel Djerissa                           | SDD      | Mines   |
| Société nationale de distribution des pétroles       | SNDP     | Énergie |
| Compagnie tunisienne de forage                       | CTF      | Énergie |
| Société tunisienne du gazoduc trans-tunisien         | SOTUGAT  | Énergie |
| Compagnie des transports par pipelines au Sahara     | TRAPSA   | Énergie |
| Société de transport des hydrocarbures par pipelines | SOTRAPIL | Énergie |
| Entreprise tunisienne d'activités pétrolières        | ETAP     | Énergie |
| Société tunisienne de l'électricité et du gaz        | STEG     | Énergie |
| Société tunisienne des industries de raffinage       | STIR     | Énergie |

| Entité                                         | Sigle | Secteur |
| ---------------------------------------------- | ----- | ------- |
| Office national des mines                      | ONM   | Mines   |
| Agence nationale pour la maîtrise de l'énergie | ANME  | Énergie |

| Entité                                                          | Sigle   | Secteur |
| --------------------------------------------------------------- | ------- | ------- |
| Société de recherches et d'exploitation des pétroles en Tunisie | SEREPT  | Énergie |
| Société de développement et d'exploitation de permis du Sud     | SODEPS  | Énergie |
| Compagnie franco-tunisienne des pétroles                        | CFTP    | Énergie |
| Société italo-tunisienne d'exploitation pétrolière              | SITEP   | Énergie |
| Société de service du gazoduc trans-tunisien                    | SERGAZ  | Énergie |
| Société tunisienne de lubrifiants                               | SOTULUB | Énergie |
| Tunisie engineering et construction industrielle                | TECI    | Mines   |

## Ministre
Le ministre de l'Énergie et des Mines est nommé par le chef du gouvernement en vertu de l'article 89 de la Constitution de 2014.
Il dirige le ministère et participe au Conseil des ministres.

### Historique
Ce ministère est recréé en 2016 à la suite de sa séparation du ministère de l'Industrie. Le dernier ministre est Khaled Kaddour, titulaire du portefeuille dans le gouvernement Chahed, à partir du 6 septembre 2017.
Le 31 août 2018, le ministère de l'Énergie et des Mines est rattaché au ministère de l'Industrie et des PME.

### Liste
| Image | Nom                                                    | Parti        |  | Gouvernement                                                      | Début du mandat   | Fin du mandat     |
| ----- | ------------------------------------------------------ | ------------ |  | ----------------------------------------------------------------- | ----------------- | ----------------- |
|       | Amor Rourou (Industrie, Mines et Énergie)              | PSD          |  | Gouvernement Nouira                                               | 7 novembre 1979   | 25 avril 1980     |
|       | Salah Ben M'Barka                                      | PSD          |  | Gouvernement Mohamed Mzali Gouvernement Sfar Gouvernement Ben Ali | 28 avril 1986     | 7 novembre 1987   |
|       | Sadok Rabah                                            | RCD          |  | Gouvernement Hédi Baccouche II                                    | 27 juillet 1988   | 11 avril 1989     |
|       | Mongi Marzouk                                          | Indépendant  |  | Gouvernement Essid                                                | 12 janvier 2016   | 27 août 2016      |
|       | Hela Cheikhrouhou                                      | Indépendante |  | Gouvernement Chahed                                               | 27 août 2016      | 12 septembre 2017 |
|       | Khaled Kaddour                                         | Indépendant  |  | Gouvernement Chahed                                               | 12 septembre 2017 | 31 août 2018      |
|       | Mongi Marzouk                                          | Indépendant  |  | Gouvernement Fakhfakh                                             | 27 février 2020   | 2 septembre 2020  |
|       | Salwa Sghayer (Industrie, Énergie et Mines)            | Indépendante |  | Gouvernement Mechichi                                             | 2 septembre 2020  | 15 février 2021   |
|       | Mohamed Bousaïd (Industrie, Énergie et Mines, intérim) | Indépendant  |  | Gouvernement Mechichi                                             | 15 février 2021   | 11 octobre 2021   |
|       | Neila Gonji (Industrie, Énergie et Mines)              | Indépendante |  | Gouvernement Bouden                                               | 11 octobre 2021   | 4 mai 2023        |
|       | Fatma Thabet (Industrie, Énergie et Mines)             | Indépendante |  | Gouvernement Hachani/Madouri/Zaafrani                             | 24 janvier 2024   | en cours          |

## Secrétaires d'État
- 7 novembre 1987-? : Salah Jebali (auprès du ministre de l'Économie nationale chargé de l'Énergie et des Mines)
- 11 avril 1989-? : Habib Lazreg (Énergie et Mines)
- 13 mars 2013-29 janvier 2014 : Nidhal Ouerfelli (Énergie et Mines)
- 27 août 2016-31 août 2018 : Hachem Hmidi (Mines)
- depuis le 24 janvier 2024 : Wael Chouchène (Transition énergétique)